# Energetska kriza
Energétska kríza je oznaka za večjo motnjo pri oskrbi z energijo, največkrat za pomanjkanje goriv ali električne energije. 
Na prostem trgu neravnovesje med ponudbo in povpraševanjem povzroči dvig cen. V novejši gospodarski zgodovini sveta je prišlo do največje energetske krize na področju oskrbe z nafto med letoma 1973 in 1986. Znamenita je tudi Kalifornijska elektroenergetska kriza v letih 2000 in 2001. Od leta 2003 so cene nafte in drugih goriv na zelo visoki ravni, kar je posledica visoke rasti porabe goriv v hitro razvijajočih se deželah (Ljudska republika Kitajska, Indija), pešajoče rasti pridobivanja nafte in stalnih političnih napetosti na ključnih območjih pridobivanja nafte (OPEC). Pešanje proizvodnje je morda povezano z nujno prihajajočim vrhom pridobivanja nafte (Hubbertov vrh).
Energetska kriza lahko povzroči tudi splošno gospodarska kriza, ali vsaj recesijo, zaradi splošnega zmanjšanja gospodarskih dejavnosti. Recesija je bila zaznavna ob energetski krizi leta 1973 - 1986, ne pa tudi ob naraščanju cen nafte po letu 2003.